# Vau-Deja-Stausee
Der Vau-Deja-Stausee (albanisch Liqeni i Vaut të Dejës) ist der unterste Stausee in einer Reihe von drei großen Wasserkraftwerken am Drin in Nordalbanien. 

## Details
Mit dem Bau der drei Dämme wurde in den 1960er Jahren begonnen. In den Jahren 1971 bis 1973 wurde das Wasserkraftwerk errichtet, das im Jahr 1973 in Betrieb genommen werden konnte. Geplant und gebaut wurde mit chinesischer Hilfe. Die Leistung der fünf Turbinen beträgt rund 250 MW. Der Wasserspiegel liegt auf 74 m ü. A. Höhe, die maximale Tiefe des Gewässers beträgt 52 Meter, das Fassungsvermögen 319 Millionen Kubikmeter, nach anderen Quellen 680 Millionen Kubikmeter.

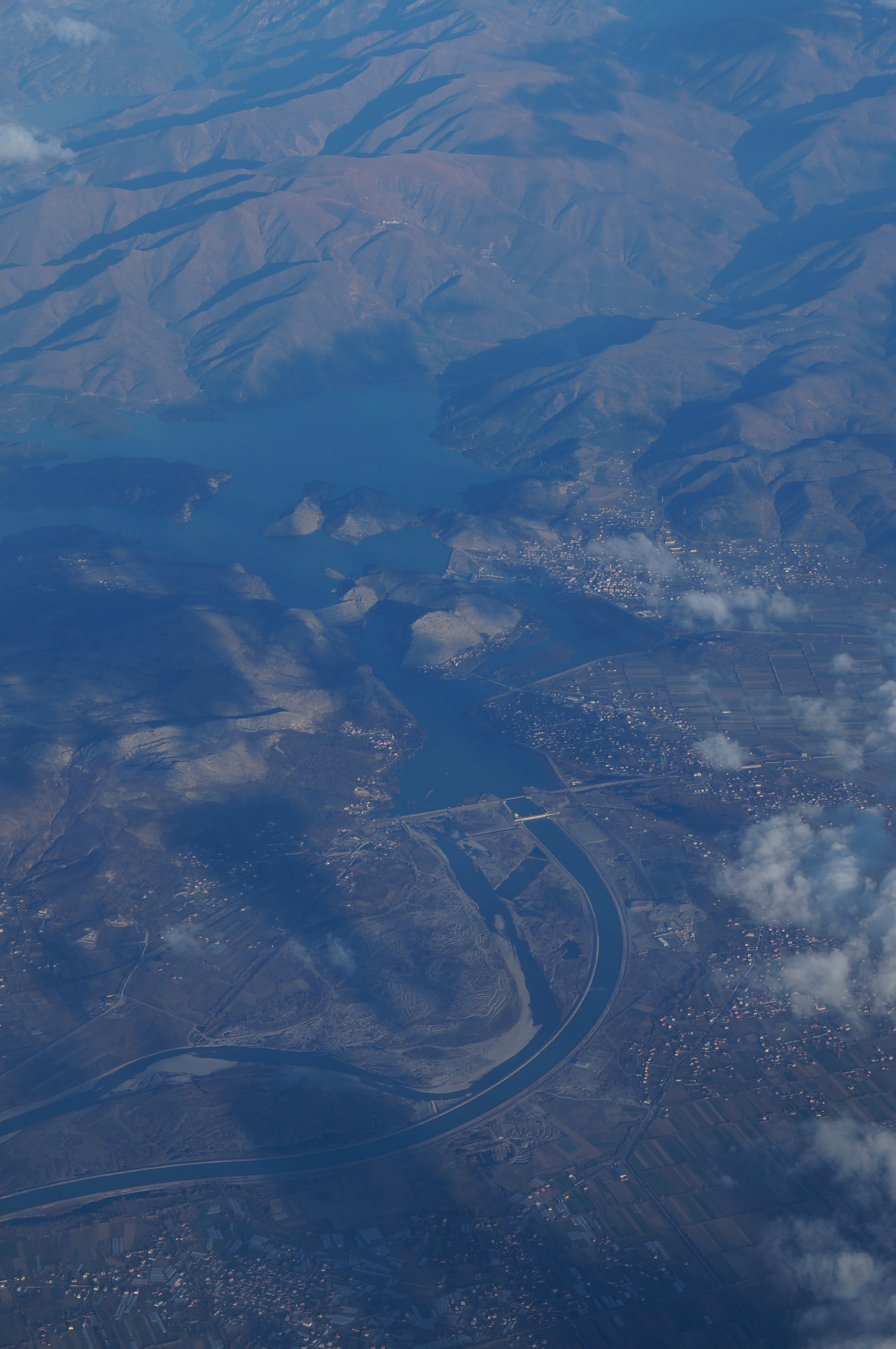
Seeende, Dämme und Drin-Unterlauf bei Vau-Deja

Der Vau-Deja-Stausee ist Teil einer ganzen Reihe von Wasserkraftwerken entlang des Drin-Flusses. Wenig oberhalb schließt der Koman-Stausee an, auf den gleich der Fierza-Stausee folgt. Das Wasser des Drin wird bei Vau-Deja gleich unterhalb der Staumauern ins Spathara-Staubecken geleitet, das zur Energiegewinnung beim Wasserkraftwerk Ashta genutzt wird. Die drei alten Anlagen von Koman, Fierza und Vau-Deja wurden in den letzten Jahren mit ausländischer Hilfe erneuert, um die für Albanien wichtige Stromproduktion besser sicherstellen zu können.
Ein von vielen kleinen Buchten geprägter Uferverlauf prägt die Ufer des Vau-Deja-Stausees. Der See besteht aus mehreren Becken, die durch Kanäle verbunden sind. Ein erstes Becken von rund 4 Quadratkilometern, Gjiri i Gomsiqes genannt, liegt östlich des Hauptverlaufes gleich hinter der Staumauer. Der Hauptverlauf, rund 500 Meter breit, endet rund 5 Kilometer nach der Staumauer im zentralen Becken, das rund acht Quadratkilometer groß ist. In diesem zentralen Teil liegt auch die kleine Insel Shurdhahi, in der Antike ein Burghügel am Drin, den Illyrer und Römer als Teil der römischen Provinz Dalmatia Superior befestigt hatten und der sich im Mittelalter zur kleinen Stadt Sarda, einem Bischofssitz, entwickelte. In den Jahren 1967 bis 1972 wurde die ganze Gegend von Sarda archäologisch untersucht, da der aufgestaute See einen beträchtlichen Teil der ehemaligen Siedlungen unter sich begrub. Hinter diesem Becken wird der See im Drin-Tal immer schmäler, bis er bald mehr einem Fluss gleicht. Wenige Kilometer vor Koman folgt aber nochmals ein letztes kleines Becken, wo sich der See erneut auf fast einen Kilometer verbreitert.
Der Drin wurde beim Ort Vau-Deja gestaut, wo er aus dem nordalbanischen Bergland in die Küstenebene austritt. Insgesamt mussten drei Dämme errichtet werden, um verschiedene Einschnitte im Küstenrandgebirge zu verschließen. 
- Der Damm von Qyrsaq liegt bei Laç-Qyrsaq, dem Zentrum von Vau-Deja. Der 375 Meter lange Steinschüttdamm hat eine Höhe von 46 Meter über der Gründungssohle und eine sichtbare Höhe von 44 Metern. Unterhalb des Dammes liegt das Krafthaus. Auf der Nordseite befinden sich 3 Überlaufschütze zur Hochwasserentlastung.
- Der Zadeja-Damm liegt rund einen halben Kilometer nordwestlich. Er verschließt das Haupttal des Drin. Der Steinschüttdamm ist 380 Meter lang. Die Krone liegt 59,5 Meter über der Gründungssohle und 59 Meter über der Talsohle. Der Damm verfügt über zwei Hochwasserentlastungsstollen.
- Der Rragam-Damm liegt fünf Kilometer weiter nördlich beim Dorf Rragam im Osten von Shkodra. Es handelt sich um einen 240 Meter langen, gekrümmten Erddamm. Der Damm erreicht eine Höhe von 21 Metern über der Gründungssohle und von 18 Metern über der Talsohle. Ursprünglich war der Rragam-Damm auch mit einem Überlauf versehen. Seit dem Bau des Fierza-Stausees ist die Hochwassergefahr aber geringer und der Überlauf wurde entfernt.

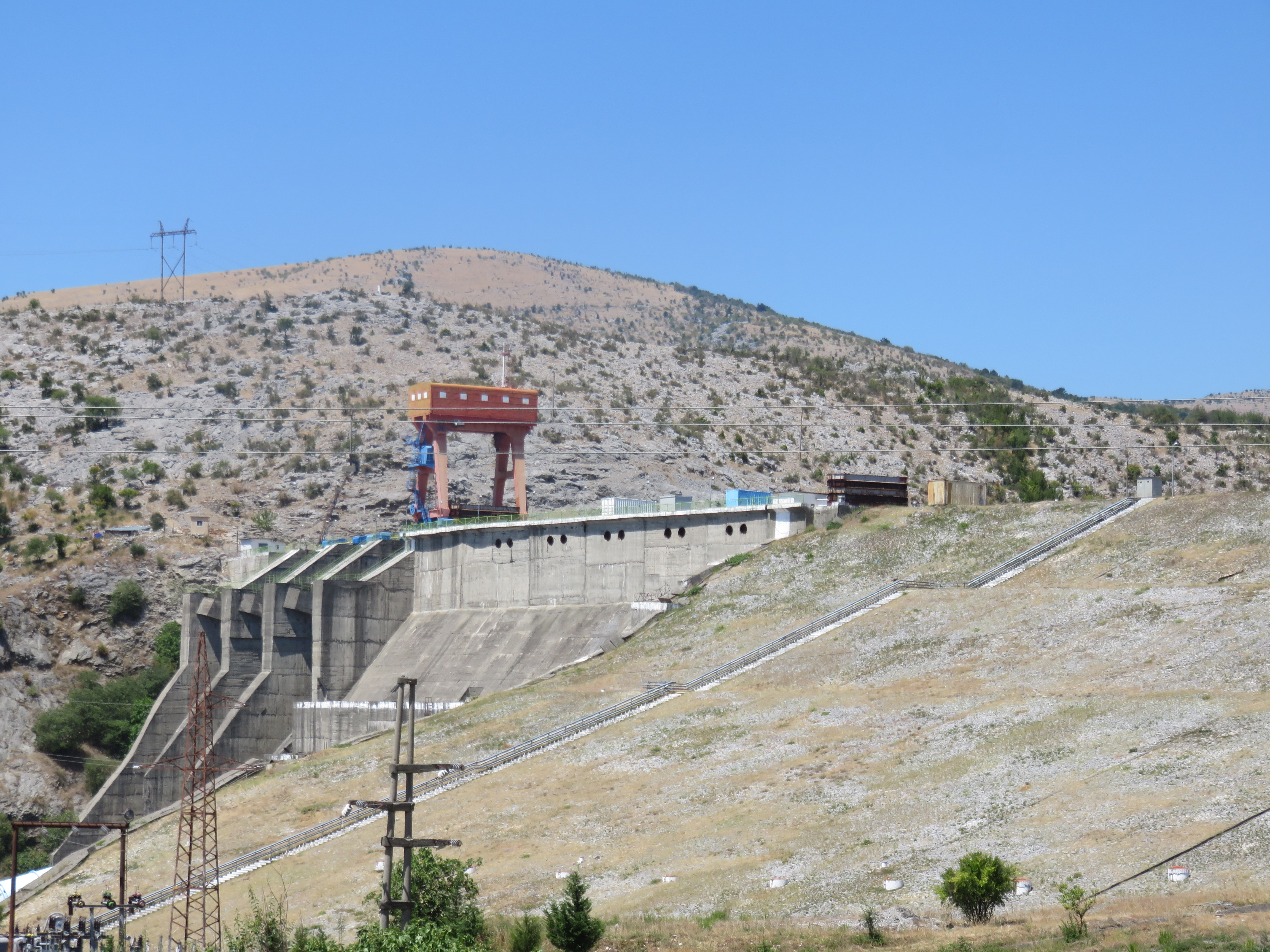
Damm von Qyrsaq
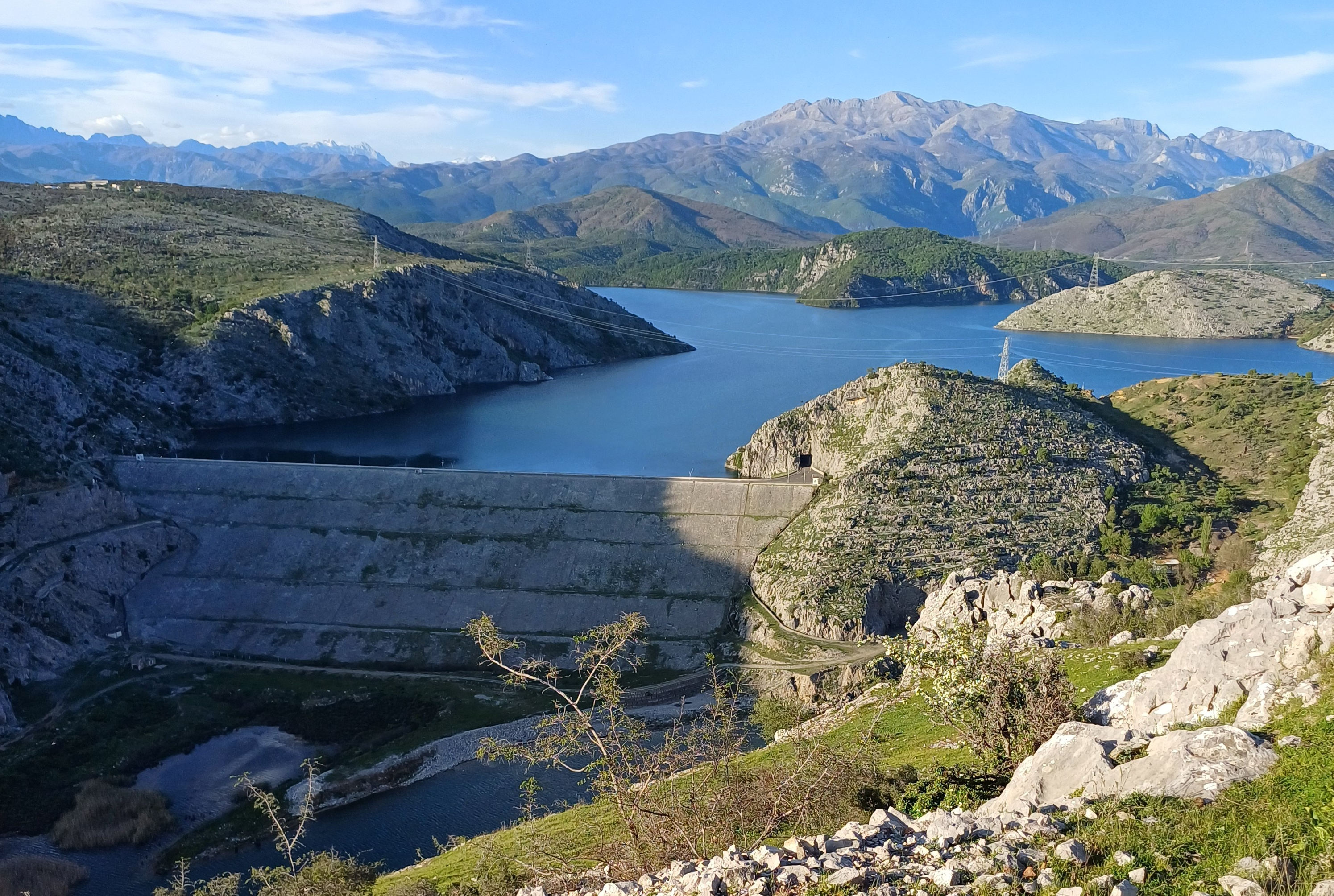
Zadeja-Damm

Im überschwemmten Flusstal verzeichnen ältere Karten noch diverse Dörfer. Das Gebiet rund um den Vau-Deja-Stausee war hingegen seit der Stauung nur spärlich besiedelt. Die fast unberührte Natur würde sich gut als touristischer Erholungsraum eignen. Zurzeit gibt es aber nur ganz wenige Restaurants mit einigen Hotelzimmern. Die Insel Shurdhahi mit den historischen Ruinen von Sarda und einer Kirche kann von Rragam aus mit dem Schiff besucht werden.
Entlang des Südufers folgt eine kurvenreiche Straße, die in Koman bei der Fähre nach Fierza endet.